# Eschweiler-Clarke-reactie
De Eschweiler-Clarke-reactie, ook Eschweiler-Clarke-methylering genoemd, is een chemische reactie waarmee twee, respectievelijk een methylgroepen gesubstitueerd worden op het stikstofatoom van een primair resp. secundair amine. De reactie levert dus een tertiair amine op. Ze is genoemd naar de Duitse chemicus Wilhelm Eschweiler (1860-1936), die ze in 1905 beschreef, en de Brit Hans Thacher Clarke (1887-1972), die in 1933 het reactiemechanisme uitwerkte.
In de reactie gebruikt men een overmaat mierenzuur en formaldehyde:

## Mechanisme
Dit is het reactiemechanisme van de Eschweiler-Clarke-methylering van een primair amine:
In een eerste reactiestap vormt formaldehyde met het primaire amine een imine onder afsplitsing van water. Het imine wordt door mierenzuur geprotoneerd aan het stikstofatoom waarna een hydride-ion wordt overgedragen en koolstofdioxide ontsnapt. Zo ontstaat een secundair amine. Dat wordt dan op dezelfde manier nog een tweede maal gemethyleerd.
In de Eschweiler-Clarke-reactie ontstaan geen quaternaire ammoniumzouten omdat met het tertiair amine geen imine meer gevormd kan worden.
De Eschweiler-Clarke-reactie is een reductieve alkylering van amines, en is een variant van de Leuckart-Wallach-reactie. Mierenzuur is het reductiemiddel (het levert het hydride) en fungeert tevens als oplosmiddel voor het reactieproduct. Formaldehyde levert het koolstofatoom van de methylgroepen. Tegenwoordig gebruikt men ook andere reductiemiddelen, waaronder natriumboorhydride, natriumcyanoboorhydride, formamide, of waterstofgas in combinatie met een katalysator. De Eschweiler-Clarke-reactie is een veel gebruikte stap in de synthese van geneesmiddelen, bijvoorbeeld sibutramine of mirtazapine. Ze kan toegepast worden op complexe, al dan niet cyclische amines en de reagentia zijn goedkoop.